# Feeling Good
«Feeling Good» (o «Feelin’ Good») es una canción escrita por los británicos Anthony Newley y Leslie Bricusse para el musical de 1965 The Roar of the Greasepaint – The Smell of the Crowd.
Ha sido interpretada por varios artistas, como Nina Simone, Andrea Motis, Avicii, Muse, Sammy Davis Jr, Eels, Michael Bublé, Joe Bonamassa, George Michael, The Pussycat Dolls, Adam Lambert, Lazaro Arbos, Ronan Parke, Raúl Gómez García, Marilina Bertoldi y Marcelo Fontanini.

## Versiones
- 1965: John Coltrane en The John Coltrane Quartet Plays.
- 1965: Nina Simone en el álbum  I Put A Spell On You.
- 1969: Black Cat Bones en el álbum Barbed Wire Sandwich.
- 1969: Traffic en el álbum Last Exit.
- 1997: Recopilatorio Dark Was The Night.
- 2000: Holly Golightly y Dan Melchior en el álbum Desperate Little Town.
- 2001: Muse, en el álbum Origin of Symmetry.
- 2005: Michael Bublé, en el álbum It's time.
- 2009: Adam Lambert en American Idol.
- 2009: Joe Bonamassa en el álbum The Ballad of John Henry
- 2009: Gilbert Price en el reparto original Broadway cast.
- 2011: Jennifer Hudson del álbum I Remember Me.
- 2011: TheVoiceMan Single en YouTube.
- 2011: Ronan Parke  en Britain's Got Talent y en su álbum debut Ronan Parke.
- 2012: Carly Rose Sonenclar en The X Factor.
- 2012: James Arthur en The X Factor UK.
- 2012: Andrea Motis y Joan Chamorro en el álbum del mismo nombre.
- 2013: Lazaro Arbos en American Idol.
- 2013: Raúl Gómez García en El Número 1.
- 2013: Jeffrey Adam Gutt en The X Factor USA 2013.
- 2014: Paola Cortellesi en "Scusate se esisto".
- 2014: Marcelo Fontanini, bonus track del álbum solista Marce Fontanini.
- 2014: Lápiz Consciente en Mi Felicidad
- 2015: Avicii en su sencillo del mismo nombre.[1]
- 2017: Im Hyun-sik de BTOB  Presentación en solitario durante el concierto BTOB TIME-2017.
- 2018: Apashe y Cherry Lena "Feeling Good"
- 2020: Trapdoor Social y Top Shelf Brass Band en su sencillo "Feeling Good"
- 2022: Boy George en su sello discográfico BGP

La canción "About You" del disco de Mary J. Blige The Breakthrough introduce algunas innovaciones, como las nuevas letras compuestas por Mary J. Blige, will.i.am y Keith Harris. Sin embargo, las letras del coro de "Feeling Good" están interpretada por Nina Simone.
La voz original está distorsionada de forma que apenas es reconocible. Por eso, Simone aparece acreditada como cantante y Anthony Newley and Leslie Bricusse como compositores.

## En el cine y televisión
Versión de Nina Simone
Esta versión aparece en la película La asesina (del año 1993), en la cual la protagonista usa el nombre en clave de Nina y se declara fan de la música de Simone. También la canción suena en el capítulo 10 de la primera temporada de la serie "The Handmaid's Tale (serie de televisión)
Además de en la escena final del episodio 14 de la tercera temporada de la serie Chuck, en el videojuego Saboteur y las películas Intouchables (francesa), en la película del 2006, Last Holiday (Las vacaciones de mi vida, para Latinoamérica) protagonizada por Queen Latifah y LL Cool J y Perfect Days de Wim Wenders.
Versión de Muse
Esta versión aparece en una película de Will Smith, Siete almas.
Aparece en el primer episodio de la tele serie chilena Pacto de sangre
Y también en el inicio del capítulo 3 de la tercera temporada correspondiente a la serie de Netflix, “La Casa de Papel”.
Otros
Feeling Good también aparece en el video promocional de la cuarta temporada de la serie de televisión Six Feet Under, la cual se incluye en la banda sonora de la misma.
Interpretada por Nina Simone, también suena como tema de cierre de la película "Lincoln" (2012), dirigida por Steven Spielberg.
La versión de esta misma se presentó en la película "Cruella" (2021) dirigida por Craig Gillespie.
En la OVA 6 del anime Mobile Suit Gundam Thunderbolt, tiene como tema de cierre una versión japonesa de Feeling Good.
Abriendo el primer capítulo de la segunda temporada de la serie de Netflix Sense8 "Happy F*cking New Year".